# اتفاقية الشراكة الاقتصادية الاستراتيجية عبر المحيط الهادئ

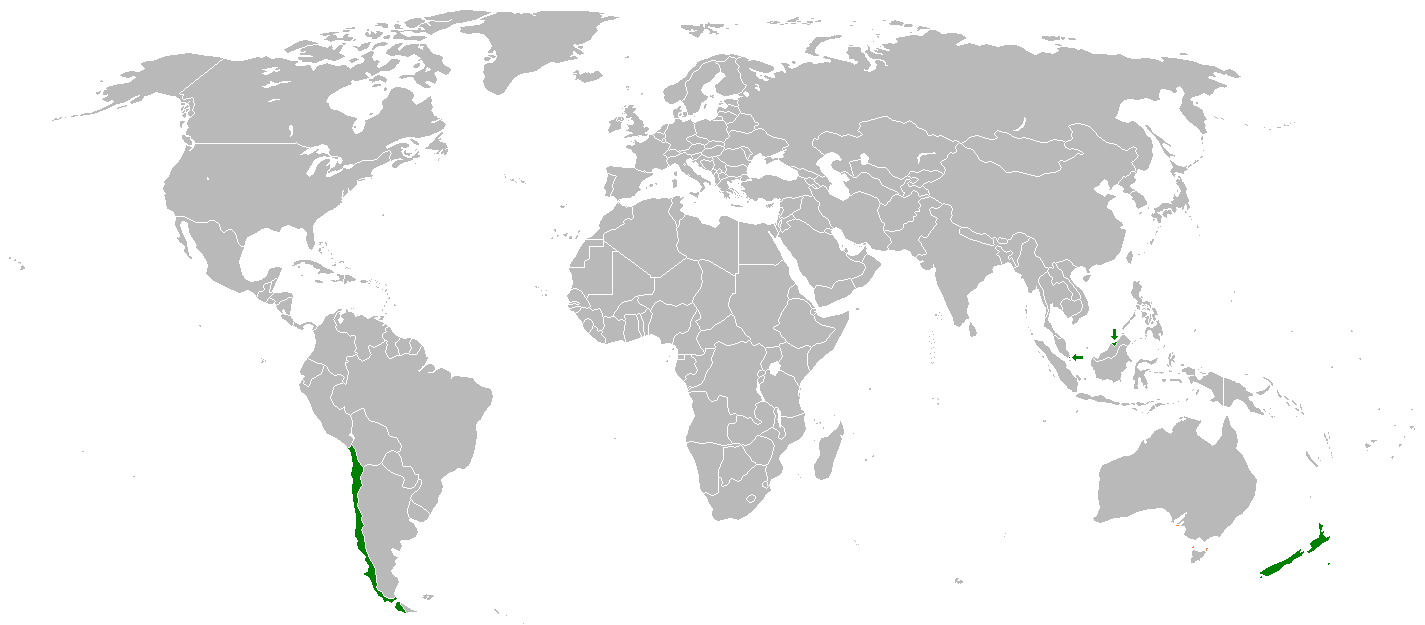
خريطة لأربع دول أعضاء حاليين في TPSEP

اتفاقية الشراكة الاقتصادية الاستراتيجية عبر المحيط الهادئ هي اتفاقية تجارية بين أربع دول مطلة على المحيط الهادئ تتعلق بمجموعة متنوعة من مسائل السياسة الاقتصادية. تم التوقيع على الاتفاقية من قبل بروناي وشيلي وسنغافورة ونيوزيلندا في عام 2005 ودخلت حيز التنفيذ في عام 2006. وهي اتفاقية تجارية شاملة تؤثر على التجارة في السلع وقواعد المنشأ والعلاجات التجارية وتدابير الصحة والصحة النباتية والحواجز التقنية أمام التجارة والتجارة في الخدمات والملكية الفكرية والمشتريات الحكومية وسياسة المنافسة. من بين أمور أخرى دعت إلى خفض بنسبة 90 في المائة من جميع التعريفات بين البلدان الأعضاء بحلول 1 يناير 2006، وخفض جميع التعريفات التجارية إلى الصفر بحلول عام 2015.